# 疵千両
『疵千両』（きずせんりょう）は、1960年9月20日に大映が配給した、田中徳三監督による時代劇映画で、主演は長谷川一夫。原作は長谷川伸の戯曲『疵高倉』。
田中はこの作品により、監督新人協会作品賞を受賞した。かつて親友であった、会津藩藩士の二人の男。その二人の哀しい因縁を描いた作品である。

## 配役
- 長谷川一夫 : 高倉長右衛門
- 香川京子 : すが
- 弓恵子 : まさ
- 小林勝彦 : 東郷又八郎
- 清水元 : 佐兵衛
- 伊達三郎 : 上沼勘助
- 嵐三右衛門 : 神尾備前守
- 山路義人 : 駒泉卯平
- 原聖四郎 : 青木
- 南部彰三 : 朴庵
- 尾上栄五郎 : 鷹野
- 横山文彦 : 藩士山下
- 藤川準 : 藩士木村
- 玉置一恵 : 岩月
- 菊野昌代士 : 石原
- 越川一 : 馬蔵
- 沖時男 : 藩士坂本
- 大杉潤 : 可内
- 浜田雄史 : 林田
- 愛原光一 : 権十
- 棋垣展康 : 東郷又市
- 谷口和子 : お松
- 多々良純 : 小手森喜六
- 河津清三郎 : 東郷茂兵衛

## スタッフ
- 監督 : 田中徳三
- 企画 : 奥田久司
- 原作 : 長谷川伸
- 撮影 : 本多省三
- 美術 : 内藤昭
- 音楽 : 伊福部昭
- 編集 : 菅沼完二
- 脚本 : 八尋不二

## 併映作品
- 『誰よりも君を愛す』: 田中重雄監督